# 모로요세역
모로요세역(일본어: 諸寄駅)은 일본 효고현 미카타군 신온센정에 있는 서일본 여객철도 산인 본선의 역이다. 돗토리 방면으로 향했던 좌측에 단선 승강장 1면 1선의 구조를 가지는 지상역이다.

## 이용 현황
| 연도     | 하루 평균 승차 인원 |
| 2008년도 | 62                  |
| -------- | ------------------- |

## 역 주변
- 모료요세 해수욕장
- 국도 제178호선

## 역사
- 1931년 7월 18일 모로요세 가정거장(일본어: 諸寄仮停車場)으로서 개업.
- 1938년 6월 1일 : 역으로 격상되어, 모로요세역 개업.
- 1987년 4월 1일 : 민영화에 의해, 서일본 여객철도로 이관.

## 인접 정차역
| 서일본 여객철도 산인 본선 | 서일본 여객철도 산인 본선 | 서일본 여객철도 산인 본선 |
| ------------------------- | ------------------------- | ------------------------- |
| 하마사카 교토 방면        | ■ 산인 본선               | 이구미 돗토리 방면        |